# 今里良三
今里 良三（いまざと りょうぞう、1947年3月13日 - ）は、日本代表の元監督および花園近鉄ライナーズ（近鉄ラグビー部）の元監督。現在は近鉄ライナーズの部長である。

## プロフィール
- 兵庫県宝塚市出身。
- 現役時代のポジションはスクラムハーフ(SH)。
- 日本代表キャップは23。

## 経歴
- 1962年報徳学園高校入学。
- 1965年中央大学入学。在学時から日本代表に選ばれ1968年ニュージーランド遠征に参加。
- 1969年近鉄入社、ラグビー部所属。同期には後に「阿修羅・原」としてプロレスに転向する原進（東洋大学出身、日本代表）が居た。
- 1969年第22回全国社会人大会でトヨタを17-8で破り優勝。第7回日本選手権は辞退。
- 1971年度キャプテンとして、関西社会人Aリーグ優勝。
- 1972年度関西社会人Aリーグ優勝。
- 1973年度関西社会人Aリーグ優勝。第26回全国社会人大会でリコーに3-4で敗れ準優勝。
- 1974年度キャプテンとして、関西社会人Aリーグ優勝。第27回全国社会人大会でリコーを10-7破り優勝。第12回日本選手権で早稲田大学を33-13で破り優勝。
- 1975年度キャプテン。
- 1976年度関西社会人Aリーグ準優勝。
- 1976年度シーズンを最後に現役引退。
- 1977年度から1980年度まで近鉄コーチを歴任。1977年度は関西社会人Aリーグ優勝。1980年は同リーグ準優勝。
- 1979年には日本代表監督を務める。
- 1981年度から1988年度まで近鉄監督。監督として最後の1988年度には関西社会人Aリーグで11年ぶりの優勝に導く。
- 1996年に近鉄ラグビー部副部長に就任。
- 以後、ラグビー部からは離れて社業に専念していたが、2005年トップリーグからの降格を機に、会社側も強化に着手、それまでの社内の部活動から「ラグビー運営部」を創設、復権のための切り札としてチームの責任者（部長・総監督）に抜擢された。
- 2005年度および2006年度はトップウェストAリーグに優勝するも入替戦で勝てず、昇格できなかった。
- 2007年度、部長として3度目のシーズンではルアタンギ・侍バツベイ、金喆元、四宮洋平など積極的に補強に乗り出し、トップウェストＡリーグおよびトップチャレンジに優勝しトップリーグ昇格を決定した。
- 2008年度のトップリーグ復帰のシーズンにはヘッドコーチに名将ピーター・スローンを招聘、補強もトップリーグ経験者や海外でのプレー経験者を補強し、昇格チームながら14チーム中9位と健闘した。

## 代表
日本代表キャップ23。
前述のとおり大学生時代から日本代表に抜擢され、現役引退まで、ニュージーランド遠征、欧州遠征、アジア大会、親善試合など、国内外で活躍した。
伝説といわれる1971年9月28日のイングランド戦（3-6で惜敗）にも出場している。

## その他
- 1969年、近鉄入社時には当時日本代表の先輩スクラムハーフである大久保吉則が居たが、チームでは大久保がセンターに回り、今里がスクラムハーフをつとめた。以後、近鉄でも日本代表でも正スクラムハーフとなった。
- 入社1年目のシーズンに全国社会人大会に優勝し日本選手権の出場権を得た。しかし第2回アジア選手権と日程が重複していたが日本協会は日程の変更をしなかったため、近鉄は日本選手権を棄権し、今里および他の近鉄の日本代表選手をアジア大会に出場させた。